# 沼館站
沼館站（日语：／ Numadate eki */?）是位於秋田縣平鹿郡雄物川町沼館（現時：橫手市雄物川町沼館），羽後交通橫莊線的鐵路車站（廢站）。
關於日文站名，曾經出現和兩種寫法，此條目的日文站名取自羽後交通橫莊線的研究書（著作：若林宣，Neko出版，2004年9月發行）所採用的寫法。

## 歷史
- 1918年（大正7年）8月18日：橫莊鐵道橫手站至此站之間開通，此站啟用[1][2][3][4]。當時為一般車站[4]。
- 1919年（大正8年）7月15日：此站至館合站之間開通，此站成為中途站[1][2][3][5]。
- 1944年（昭和19年）6月1日：公司改名為羽後鐵道。此線的名稱定為橫莊線。使此站成為羽後鐵道橫莊線車站[1][2][5]。
- 1947年（昭和22年）
  - 7月23日：當區發生暴雨，使路基和橋腳被損，橫莊線整段暫停營業，此站也暫停營業[3][6]。
  - 7月29日：橫手站至館合站之間重開，此站重開[3][6]。
- 1952年（昭和27年）2月15日：公司改名為羽後交通。使此站成為羽後交通橫莊線車站[1][2][3][5]。
- 1969年（昭和44年）1月16日：此站至館合站之間廢除，此站變回終點站[1][2][3][5]。
- 1971年（昭和46年）7月20日：隨著橫莊線全線被廢除，此站也被廢除[1][2][3][5]。

## 車站構造
截至廢站前，此站是地面車站，設有1面2線的島式月台。在此站至館合站之間廢除前，此站可進行列車交會。靠近站舍的路軌（西邊）是下行線（老方方向），外邊的路軌（東邊）是上行線（橫手方向）。此站還有1條側線（機走線），於下行線向西邊分岔。另外在機走線中還有一條分岔出來的側線，該側線延伸至站舍南邊為止。此站與淺舞站的配線基本上是相同。
此站是直營車站。站舍是在站內西邊。站舍與月台北邊樓梯處之間設有站內平交道連接。月台上設有候車室。候車室旁邊，於出入口一方的月台上設有臂木式號誌機。
關於列車交會的路籤，淺舞站至此站之間為「□」，此站至羽後大森站之間為「△」。
關於此站的名稱，羽後交通的資料中出現了和兩種寫法。在站舍出入口上方的站牌則標記為「沼館站」。

## 車站周邊
此站是舊・雄物川町（從以前名為沼館町）的中心車站。
- 秋田縣道13號湯澤雄物川大曲線（日语：秋田県道13号湯沢雄物川大曲線） - 部分路軌遺址變成了此道路。
- 雄物川町公所 - 現時：橫手市政廳（日语：横手市役所）雄物川地域局[7]。
- 雄物川圖書館（日语：横手市立図書館）
- 雄物川郵局
- 秋田縣立雄物川高等學校（日语：秋田県立雄物川高等学校）
- 雄物川町立雄物川北小學（日语：横手市立雄物川北小学校） - 現時與橫手市立雄物川小學（日语：横手市立雄物川小学校）合併而關校[9]。
- 雄物川鄉土資料館 - 截至1999年（平成11年），該處後方展出了一些鐵路用品，在館內展出了一些關於此線的照片[10]。
- 沼柵跡 - 推測位置為現・藏光院的建築地點（還有另一種說法）[11]。為後三年之役的舞台和清原家衡（日语：清原家衡）據點之一[11]。
- 雄物川

## 現狀
截至1999年（平成11年），為了開通紀念而種植的櫻花樹還存在。另外，火災瞭望塔也存在。在2002年（平成14年）3月，雄物川町（當時）在車站遺址附近道路一角，建立了一塊白色紀念碑，碑上刻上了「橫莊線 沼館站跡」和此站的歷史。在2007年（平成19年）5月和2010年（平成22年）10月，紀念碑仍然存在。
另外截至1996年（平成8年），淺舞站附近至此站附近的路軌遺址變成了農免道路和縣道13號。在2007年（平成19年）5月和2010年（平成22年）也是同樣。

## 相鄰車站
羽後交通
橫莊線
羽後里見－沼館－船沼

## 注腳
1. 1 2 3 4 5 6  《日本鉄道旅行地図帳 全線全駅全廃線 2 東北》（監修：今尾惠介，新潮社，2008年6月發行）43頁。
2. 1 2 3 4 5 6  《新 鉄道廃線跡を歩く1 北海道・北東北編》（JTB出版，2010年4月發行）222頁。
3. 1 2 3 4 5 6 7 8 9 10  《新 消えた轍 3 東北》（著：寺田裕一，Neko出版，2010年8月發行）25-28,30-31頁。
4. 1 2 3  《私鉄の廃線跡を歩くI 北海道・東北編》（著：寺田裕一，JTB出版，2007年9月發行）165頁。
5. 1 2 3 4 5 6 7 8  《私鉄の廃線跡を歩くI 北海道・東北編》（著：寺田裕一，JTB出版，2007年9月發行）82-85頁。
6. 1 2  《RM LIBRARY 61 羽後交通横荘線》（著：若林宣，Neko出版，2004年9月發行）16-17頁。
7. 1 2 3 4 5 6 7 8 9 10 11  《RM LIBRARY 61 羽後交通横荘線》（著：若林宣，Neko出版，2004年9月發行）6,10-11,19,25,30-31頁。
8. 1 2 3  《鉄道廃線跡を歩くII》（JTB出版，1996年9月發行）35頁。
9. ↑   (PDF). 横手市. 2015-01-15  [2023-11-26]. （原始内容存档 (PDF)于2024-04-05） （日语）.
10. 1 2 3  《とうほく廃線紀行》（無明舍出版（日语：無明舎出版），1999年12月發行）60頁。
11. 1 2  . 観光・文化 > 名所・旧跡. 横手市.   [2023-11-16]. （原始内容存档于2023-07-16） （日语）.
12. 1 2  《新 鉄道廃線跡を歩く1 北海道・北東北編》（JTB出版，2010年4月發行）203頁。

## 相關項目
- 日本鐵路車站列表 Nu